# 脚模
脚模是指用脚试穿生产厂家设计的鞋子的人，在中国被看成是一种小众职业。脚模的筛选标准较为苛刻，有公司到高校招聘会上招聘脚模。脚模也与情趣行业挂钩。

## 脚模与恋足癖
在中国，一些情趣用品生产厂家倒模未成年女性的脚制作成脚型飞机杯，满足恋足癖和萝莉控消费者。甚至有人招聘未成年女性成为脚模来传播淫秽色情内容。
2017年8月17日，“西边的风”论坛被网友举报是一个恋童癖和恋足癖的地下网站，其中有大量涉嫌女童脚部的猥亵照片和视频，该论坛招聘的脚模中有7岁的未成年人。

## 争议
一些脚模从业者声称脚模只是一种职业，与色情无关。恋足癖患者和丝袜控患者也会骚扰脚模本人的正常生活。